# Les reines del drama
Les reines del drama (francès: Les Reines du drame) és una pel·lícula dramàtica musical franco-belga, dirigida per Alexis Langlois i estrenada el 2024. S'ha subtitulat al català.
La pel·lícula es va estrenar el 18 de maig de 2024 al Festival de Cinema de Canes de 2024, on va ser nominada a la Palma Queer. Va ser nominada al premi Louis-Delluc a la millor òpera prima. La pel·lícula es va exhibir a diversos festivals, com ara el Festival Internacional de Cinema de Rio de Janeiro, el Festival de Cinema de Londres i el Festival Internacional de Cinema de Tessalònica.